# Крейг Томсон
Крейг Александер Томсон (англ. Craig Alexander Thomson; нар. 20 червня 1972 року, Пейслі, Ренфрюшир, Шотландія) — шотландський футбольний арбітр. Обслуговує матчі різного рівня з 1988 року. З 2002 року Томсон судить поєдинки вищого шотландського дивізіону. 2003 року Крейг був включений у список арбітрів ФІФА.

## Кар'єра
Крейг народився 20 червня 1972 в шотландському місті Пейслі області Ренфрюшир. З 16-річного віку Томсон, який з дитинства цікавився футбольною суддівською справою, почав обслуговувати матчі різних рівнів. 2000 року Шотландська футбольна асоціація включила молодого арбітра в список суддів, що працюють на поєдинках національної Футбольної ліги. Першим матчем на новому рівні для Томсона стала зустріч Другого дивізіону країни, в якій 20 січня 2001 грали клуби «Квінз Парк» і «Арброт» . 2002 року Крейг був запрошений обслуговувати матч вищого дивізіону Шотландії — 12 травня він вперше відсудив подібний матч: на стадіоні «Макдайармід Парк» зустрічалися місцевий «Сент-Джонстон» і Единбурзький «Хайберніан» .
Наступного року арбітр отримав категорію «арбітр ФІФА» . 18 лютого 2004 відбувся дебют рефері в міжнародному матчі — в той день у товариській зустрічі зійшлися національні збірні Північної Ірландії та Норвегії . Примітною зустріччю для Томсона став поєдинок відбіркового турніру до Чемпіонату світу 2006 між Фарерськими островами та Францією, що відбувся 8 вересня того ж року, де він за дві жовті картки вилучив з поля капітана Франції Патріка Вієйра . Через два роки, 12 листопада, Крейг відсудив фінальний матч шотландського Кубка виклику «Росс Каунті» — «Клайд». У цій зустрічі Томсон показав вісім жовтих і одну червону картку, а сама гра закінчилася перемогою «Росс Каунті» в серії післяматчевих пенальті .
2007 року рефері увійшов у суддівський корпус, який обслуговував матчі чемпіонату Європи серед молодіжних команд, що проходив в Нідерландах. 13 червня він судив поєдинок між молодіжними збірними Бельгії та Ізраїлю. Вже на 18-й хвилині Томсон прийняв неоднозначне рішення, видаливши з поля півзахисника Бельгії Маруана Феллайні. Попри це, бельгійці перемогли . Цей матч став єдиним у чемпіонаті, який Крейг відпрацював як основний арбітр. Через рік Томсон увійшов до списку резервних арбітрів чемпіонату Європи 2008 , але не відсудив на турнірі жодної зустрічі.
2009 року Крейг відсудив фінал кубка країни між «Рейнджерс» і «Фалкірком» . Через рік Томсону довірили суддівство вирішального поєдинку Кубка шотландської Ліги — на полі зійшлися «Рейнджерс» та «Сент-Міррен». «Рейнджерс» виявився сильнішими в цьому матчі 1:0, навіть попри те, що Крейг у другому таймі показав червоні картки двом футболістам Рейнджерса — Кевіну Томсону і Денні Вілсону . У тому ж сезоні Томсон відпрацював на ще кількох знакових іграх, що підтверджують його високий клас — 3 березня він розсудив національні команди Франції та Іспанії , також був головним арбітром у ряді зустрічей головного шотландського дербі — «Old Firm».
12 жовтня 2010 Томсон мав судити відбірковий матч чемпіонату Європи 2012 року Італія — Сербія в місті Генуя. Але через заворушення, влаштовані вболівальниками гостей, Крейг був змушений спочатку відвести команди в роздягальні, потім після консультацій з представниками УЄФА зовсім скасував зустріч . Пізніше сербській збірній було зараховано технічну поразку 0:3. Через місяць Томсон знову взяв участь в одному примітному матчі. 23 листопада він обслуговував зустріч передостаннього туру групового етапу Ліги чемпіонів 2010—2011, в якій зустрічалися мадридський «Реал» і амстердамський «Аякс». Гра проходила з упевненим перевагою іспанців — до 81-й хвилині вони вели з рахунком 4:0, і ця перемога забезпечувала їм вихід в плей-оф турніру, незалежно від результату останнього матчу, який був повторною зустріччю Реала з французьким «Осером». На 87-й і 90-й хвилині за умисне затягування часу другі жовті картки в поєдинку отримали футболісти «Реала» Хабі Алонсо та Серхіо Рамос . Таким чином, ці гравці відбули покладену дискваліфікацію на матч з «Осером», і уникли можливої подібної долі в першій зустрічі плей-оф турніру . Представники УЄФА пообіцяли розглянути даний інцидент на предмет умисності вилучень . Наставник «Реала» Жозе Моурінью назвав ці здогади «безпідставними» і розкритикував Томсона за його роботу .
У фіналі Кубка шотландської ліги сезону 2010—2011, яким став матч заклятих між «Селтіком» та «Рейнджерс», при нічийному рахунку 1:1 Крейг призначив очевидний пенальті за знесення у штрафному «Селтіка» форварда суперника Нікіци Елавіча. Проте після довгих консультацій зі своїм бічним асистентом, головний арбітр скасував своє рішення. «Рейнджерс» у підсумку все ж перемогли в додатковий час , але дії Томсона були піддані жорсткій обструкції з боку головного тренера «Рейнджерс» Волтера Сміта .
Включений до списку арбітрів чемпіонату Європи 2012 .
З 2016 року залучений до обслуговування відбіркових матчів чемпіонату світу 2018.

## Життя поза футболом
Томсон є діючим адвокатом, спеціалізується на праві в галузі будівництва та інженерної справи. Вільний час Крейг вважає краще проводити за грою в гольф, шахи, сквош або переглядом кінофільмів..